# Бельгийско-турецкие отношения
Бельгийско-турецкие отношения — двусторонние дипломатические отношения между Бельгией и Турцией. Страны являются членами Совета Европы, НАТО, Организации экономического сотрудничества и развития (ОЭСР), Организации по безопасности и сотрудничеству в Европе (ОБСЕ), Всемирной торговой организации (ВТО) и Союза для Средиземноморья. Бельгия являются членом Европейского союза, а Турция — кандидатом на вступление в эту организацию.

## История
В 1837 году Османская империя признала независимость Бельгии. В 1848 были установлены официальные дипломатические отношения между странами.
Отношения были прерваны во время Первой мировой войны, так как Бельгия входила в состав Антигерманской коалиции, а Османская империя — в состав Центральных держав. Обе страны направили свои элитные подразделения на Восточный фронт, где они оказались по разные стороны линии соприкосновения. В частности, во время Брусиловского прорыва в Галиции в 1916 году действовал бельгийский экспедиционный бронедивизион, а на стороне Центральных держав — османский XV армейский корпус. После окончания войны и распада Османской империи дипломатические отношения были возобновлены уже с Турецкой Республикой.
В марте 2019 года министерство иностранных дел Турции вызвало посла Бельгии Мишеля Мальербе, чтобы выразить обеспокоенность после того, как бельгийский суд прекратил преследование на своей территории около 30 человек, предположительно связанных с Рабочей партией Курдистана (РПК). В 2019 году Бельгия раскритиковала турецкую наступательную операцию «Источник мира» на северо-востоке Сирии и призвала Турцию немедленно остановить её. Затем правительство Бельгии решило ввести эмбарго на поставки оружия Турции.
В настоящее время на территории Бельгии проживает около 230 000 жителей турецкого происхождения.

## Торговля
В 2006 году объём товарооборота между странами составил сумму 3 миллиардов евро. В 2006 году экспорт Бельгии в Турцию увеличился на 9,4 % (1,88 млрд евро), тогда как экспорт Турции в Бельгию увеличился на 6,8 % (1,06 млрд евро) по сравнению с 2005 годом. Бельгия является семнадцатым по величине торговым партнером Турции.
Турецко-бельгийский деловой совет и организации, преследующие аналогичные цели, уделяют приоритетное внимание развитию коммерческих связей. Турецко-бельгийский деловой совет был основан в 1990 году. Малый и средний бизнес играет важную роль в экономике Турции и Бельгии. В Турции представлены более 200 бельгийских фирм. Объём бельгийских инвестиций в Турцию составляет около 300 миллионов евро. С другой стороны, инвестиции турецких компаний в Бельгию превысили 1 миллиард евро.
В 2008 году Турцию посетили более 583 409 бельгийских туристов.

## Дипломатические представительства
- Бельгия имеет посольство в Анкаре и генеральное консульство в Стамбуле[12].
- Турция содержит посольство в Брюсселе[13].